# Diposis saniculifolia
Diposis saniculifolia là một loài thực vật có hoa trong họ Hoa tán. Loài này được (Lam.) DC. mô tả khoa học đầu tiên năm 1829.